# Sofía Toccalino
Sofía Toccalino, född den 20 mars 1997, är en argentinsk landhockeyspelare.

## Karriär
Vid olympiska sommarspelen 2020 i Tokyo var Toccalino en del av Argentinas lag som tog silver i landhockey. Hon ingick även i det lag som tog brons i landhockey vid OS 2024.